# Čogar
Il Čogar (in russo Чогар?) è un fiume dell'Estremo Oriente russo, affluente di sinistra dell'Uda. Scorre nel Tuguro-Čumikanskij rajon del Territorio di Chabarovsk.
La sorgente del fiume si trova all'incrocio tra i monti Džugdyr e la catena dei Majskij. La lunghezza del Čogar è di 160 km, l'area del suo bacino è di 3 980 km². Sfocia nell'Uda a 212 km dalla foce. Il suo principale affluente è il Džagarma (da sinistra, lungo 56 km).